# Ушаково (Пиксимовский сельсовет)
Ушако́во — деревня в Вашкинском районе Вологодской области.
Входит в состав Пиксимовского сельского поселения, с точки зрения административно-территориального деления — в Пиксимовский сельсовет.
Расстояние по автодороге до районного центра Липина Бора — 36 км, до центра муниципального образования деревни Пиксимово — 4 км. Ближайшие населённые пункты — Исаково, Новец, Ростани.
По переписи 2002 года население — 10 человек.
В Ушаково расположен памятник архитектуры дом А. М. Яковлева.